# The Flintstones: The Rescue of Dino and Hoppy
The Flintstones: The Rescue of Dino and Hoppy (フリントストーン, Furintosutōn: The Rescue of Dino and Hoppy) est un jeu vidéo de plates-formes, sorti en 1991 sur Nintendo Entertainment System par Taito. Le jeu est basé sur la série télévisée Les Pierrafeu.

## Synopsis
Un jour, alors que les Pierrafeu vivaient paisiblement en compagnie de Gazoo, leur ami extraterrestre, surgit dans sa machine à voyager dans le temps, le Dr Butler, un sinistre scientifique du XXXe siècle. Ce dernier utilisa sa machine pour kidnapper Dino et Hoppy, les deux dinosaures de compagnie de la famille Pierrafeu afin de les ramener à son époque comme animaux pour le zoo d'Orbit City. Avant de repartir, le Dr Butler réduisit la machine à voyager dans le temps de Gazoo en pièces et les éparpilla dans différentes contrées, empêchant de ce fait les Pierrafeu de le poursuivre à travers le temps. Une fois son méfait accompli, le sinistre Dr Butler se volatilisa.
Fred Pierrafeu, armé de la massue, partit alors en quête des pièces de la machine de Gazoo afin de sauver Dino et Hoppy. Il pourra compter lors de son périple sur l'aide de sa femme Wilma et de ses amis Barney et Betty.

## Système de jeu
The Flintstones : The Rescue of Dino and Hoppy est un jeu de plates-formes à défilement parallaxe horizontal, dans lequel le joueur incarne Fred Pierrafeu au travers d’une série de niveaux à caractère préhistorique (dans un premier temps) et futuriste (dans un second temps).
Les contrôles du jeu sont assez basiques et sont définis comme tels :
- Bouton A : bouton de saut et de sélection (de niveaux, de capacités spéciales) ;
- Bouton B : coup de massue et utilisation d’armes spéciales (lance-pierres, tomahawks…) s’il est utilisé concomitamment avec la flèche supérieure de la croix multidirectionnelle ;
- Bouton START : mise du jeu en pause ;
- Bouton SELECT : sélection entre les différentes armes spéciales.

Les niveaux de jeu préhistoriques sont répartis sur une carte où le joueur peut déplacer le personnage afin de choisir entre les différents niveaux accessibles. À la fin de chacun de ces niveaux (hormis le niveau aquatique) se trouve un boss détenant une partie de la machine à voyager dans le temps de Gazoo. Une fois le niveau terminé, une pancarte blanche comportant une empreinte de pied noire apparaît à la place de celui-ci.
En outre, trois mini-jeux de basket préhistorique sont disponibles sur la carte, mini-jeux qu’il faudra gagner afin d’obtenir des capacités supplémentaires.
Une fois toutes les pièces de la machine à voyager dans le temps de Gazoo récupérées, le joueur aura accès aux niveaux futuristes, issus du XXXe siècle.